# Google Vids
Google Vids是一款線上影片剪輯應用程式，採用時間軸編輯介面，是Google Workspace套件中的一部分，風格類似 Premiere Pro。此應用程式專為製作工作相關的資訊型影片而設計，使用Google的Gemini技術，讓使用者可以透過簡單提示，手動或由AI協助來建立影片腳本。其主要功能包括上傳媒體檔案、選擇素材影片與圖片、加入背景音樂，以及結合AI產生講稿的配音功能。
目前，Google Vids正在特定的Google Workspace Labs使用者中進行測試，合作對象包括Kapwing和Capcut。Google Vids主要用於製作與工作相關的內容，例如銷售訓練、新人培訓影片、供應商聯繫與專案更新等。它提供各種風格與模板，支援多人協作，目前不限於未整合Shorts的影片類型。
Google Vids於2024年4月9日正式公布。

## 外部連結
- 官方网站
- 關於Google Vids，你需要知道的一切